# 永井直廉
永井 直廉（ながい なおかど、元文4年（1739年） - 寛政4年閏2月6日（1792年3月28日））は、江戸幕府の旗本。通称は主計、弾正、伊織、官位は従五位下・筑前守。
永井直允の孫で、永井直令の長男。母は土屋利起の養女（土屋利意の娘）。遠山景晋の兄で、遠山景元の伯父に当たる。妻は島津久芬の娘。子に娘（平賀貞愛妻）、娘（窪田正扶妻）、娘（永井直堯妻）、養子に永井直堯（吉益忠徴次男）。

## 略歴
宝暦4年（1754年）10月15日、16歳の時に将軍徳川家重に初御目見を果たす。同12年（1762年）9月28日、書院番になる。
天明2年（1782年）12月4日に永井家を継ぐ。同6年（1786年）1月11日に使番になり、同年12月18日に布衣の着用を許される。
天明7年（1787年）10月15日、田沼意次が城地を没収されることになった際、久留敬武とともに任務を受けて、田沼家領地の遠江国相良藩に赴く。
天明8年（1788年）6月18日に目付に就任。
寛政元年（1789年）閏6月12日、長崎奉行に就任。同年7月1日従五位下に叙任して筑前守を名乗る。
同4年（1792年）閏2月6日、長崎にて死去。享年54。法名は良義。長崎の哠台寺に葬られる。墓石には「朝散大夫長崎尹大江公之墓」と彫られている。
奉行在職当時、経済的に疲弊していた長崎のため、同僚の水野忠通とともに、
- 石銭徴収の廃止
- 貧困者に資金を貸して仕事に就かせる「市中産業方」の設置
- 凶作に備えて籾米を購入して貯蔵
- 80歳以上の高齢者に銀1枚を支給

などの施策をし、長崎住民たちから感謝されていた。永井が病気になった際、社寺には全快を祈願する町民が絶えず、在留唐人たちも諏訪社に永井の全快を祈ったという。